# Osek (okres Beroun)

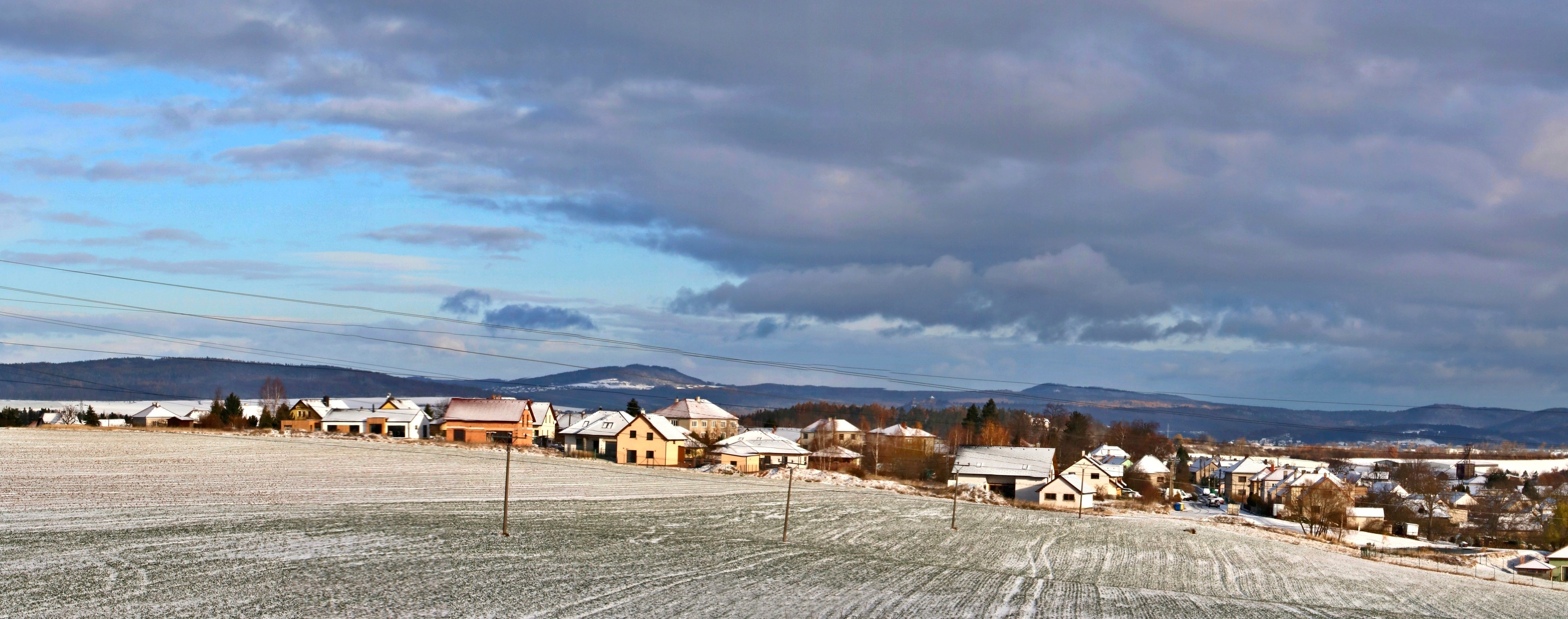

Osek je obec v okrese Beroun ve Středočeském kraji. Leží asi čtyři kilometry jihozápadně od Hořovic a dva kilometry severně od Komárova. Žije zde 865 obyvatel.

## Název
Do roku 1923 se ves jmenovala Vosek (Wosek), ale téhož roku byla přejmenována na svůj původní název Osek.

## Historie
První historická zmínka o Oseku pochází z roku 1358, kdy ves vlastnil Jan II., biskup Litomyšlský (znám pod jménem ze Středy). Písemná zmínka o obci pochází z roku 1543, kdy držel ves Osek Jan Pešík, po jeho smrti pak Jiřík Pešík z Komárova.
V obci Osek (1021 obyvatel) byly v roce 1932 evidovány tyto živnosti a obchody: autodílna, 2 holiči, 5 hostinců, kovář, krejčí, mlýn, 2 obuvníci, 2 pekaři, pilníkář, pila, 2 pletárny, porodní asistentka, 2 řezníci, 5 obchodů se smíšeným zbožím, Spořitelní a záložní spolek v Oseku, 3 švadleny, 3 trafiky, truhlář, 2 obchody s uhlím, vetešník.

## Současnost
V obci je Základní škola (do 5. třídy, pak děti navštěvují školu v Komárově) postavena v letech 1927 – 1928 a Mateřská škola, 2 prodejny potravin, 1 kiosek, 1 restaurace a 1 hospoda. V obci je veřejná knihovna, působí zde sportovní klub Slavoj Osek. Od roku 2008 se zde vždy v květnu koná víkendový festival Osecká pohoda, který je směsí hudby, divadla, dětských soutěží a dobrého jídla a pití.

## Přírodní poměry
Osekem protéká Červený potok a rozděluje Osek na dvě části; obec Osek a osadu Vystrkov poblíž Panského mlýna a Panského rybníka, směrem k Hořovicím. Na severním okraji území Oseku, při hranici s územím Záluží, je kopec Hrádek (424 metrů), na němž a v jeho okolí se nacházejí asi 4 číslované budovy patřící k Oseku.

## Obyvatelstvo
| Rok            | 1869 | 1880 | 1890 | 1900 | 1910 | 1921  | 1930  | 1950 | 1961 | 1970 | 1980 | 1991 | 2001 | 2011 | 2021 |
| -------------- | ---- | ---- | ---- | ---- | ---- | ----- | ----- | ---- | ---- | ---- | ---- | ---- | ---- | ---- | ---- |
| Počet obyvatel | 647  | 667  | 732  | 794  | 884  | 1 018 | 1 024 | 979  | 834  | 793  | 829  | 747  | 760  | 818  | 818  |
| Počet domů     | 88   | 96   | 97   | 122  | 131  | 156   | 200   | 224  | 220  | 227  | 220  | 233  | 238  | 272  | 301  |

## Obecní správa

### Územněsprávní začlenění
Dějiny územněsprávního začleňování zahrnují období od roku 1850 do současnosti. V chronologickém přehledu je uvedena územně administrativní příslušnost obce v roce, kdy ke změně došlo:
- 1850 země česká, kraj Praha, politický i soudní okres Hořovice[9]
- 1855 země česká, kraj Praha, soudní okres Hořovice
- 1868 země česká, politický i soudní okres Hořovice
- 1939 země česká, Oberlandrat Plzeň, politický i soudní okres Hořovice[10]
- 1942 země česká, Oberlandrat Praha, politický okres Beroun, soudní okres Hořovice[11]
- 1945 země česká, správní i soudní okres Hořovice[12]
- 1949 Pražský kraj, okres Hořovice[13]
- 1960 Středočeský kraj, okres Beroun
- 2003 Středočeský kraj, okres Beroun, obec s rozšířenou působností Hořovice

### Obecní symboly
Znak a vlajka byly obci uděleny rozhodnutím předsedy Poslanecké sněmovny Parlamentu České republiky dne 21. dubna 2020.

## Doprava
Dopravní síť
- Pozemní komunikace – Obcí prochází silnice II/117 Žebrák – Hořovice – Osek – Strašice – Spálené Poříčí.

- Železnice – Územím obce prochází železniční Trať 170 Praha – Plzeň – Cheb. Nejbližší železniční zastávka je v Cerhovicích asi 2,5 kilometru od Oseku, železniční stanice Hořovice je ve vzdálenosti 3 km. Přímo přes Osek vede železniční vlečka do průmyslového areálu na jihu vsi na hranici s Komárovem.

Veřejná doprava 2011
- Autobusová doprava – Z obce vedly autobusové linky např. do těchto cílů: Beroun, Hořovice, Hostomice, Komárov, Plzeň, Praha, Rokycany, Strašice, Zaječov, Žebrák (dopravce PROBO BUS, a. s.).

## Pamětihodnosti
- Kaplička na návsi
- Busta prezidenta T. G. Masaryka, autor Antonín Lhoták, 1948
- Pomník padlým v boji proti fašismu, autor Antonín Lhoták – Busta partyzána od roku 1979
- Pomník padlým ve světových válkách
- Kříž u školy
- Kříž v Oseku-Vystrkově

Asi 1,5 kilometru severně od vesnice se nachází táhlé návrší, na kterém ve středověku stával Zálužský hrad. Jeho prvním držitelem byl ve čtrnáctém století Zbyněk ze Záluží. Před rokem 1495 hrad získali bratři Jan a Kunat Pešíkové z Komárova, za kterých ztratil svou sídelní funkci a postupně zanikl.

## Osobnosti
- Antonín Lhoták (1897–1975), český sochař a medailér

## Galerie

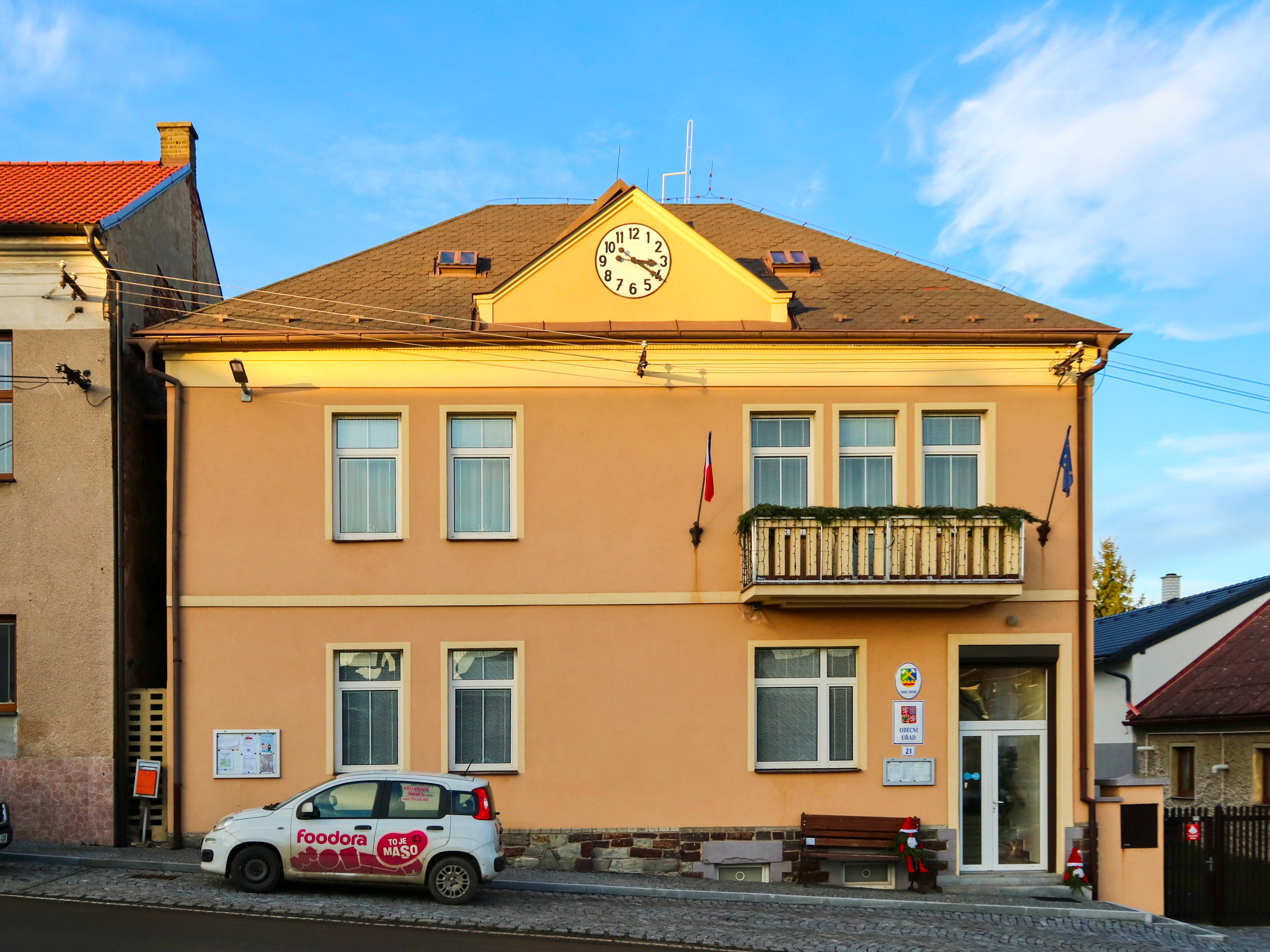
Obecní úřad
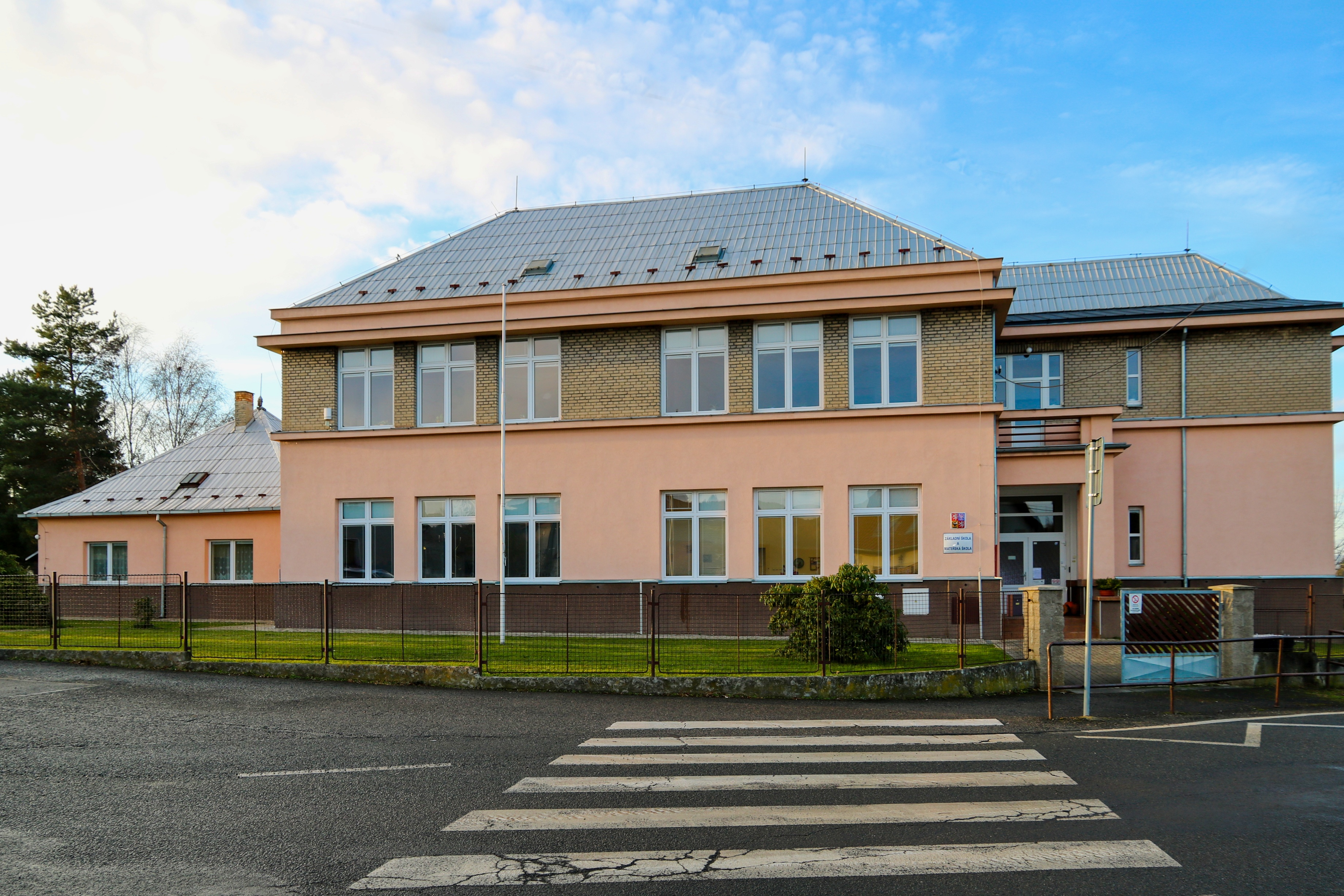
Základní a mateřská škola
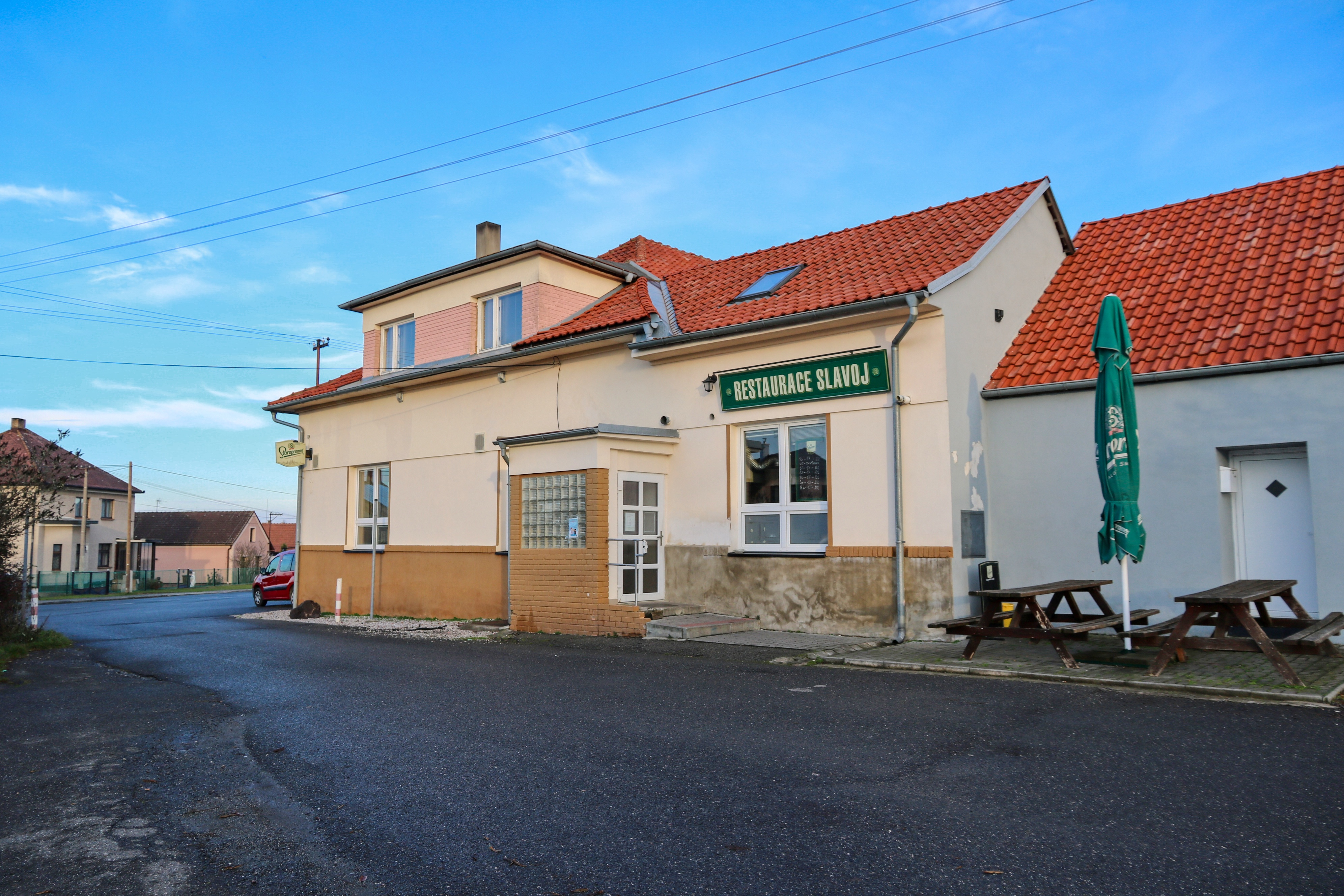
Restaurace Slavoj
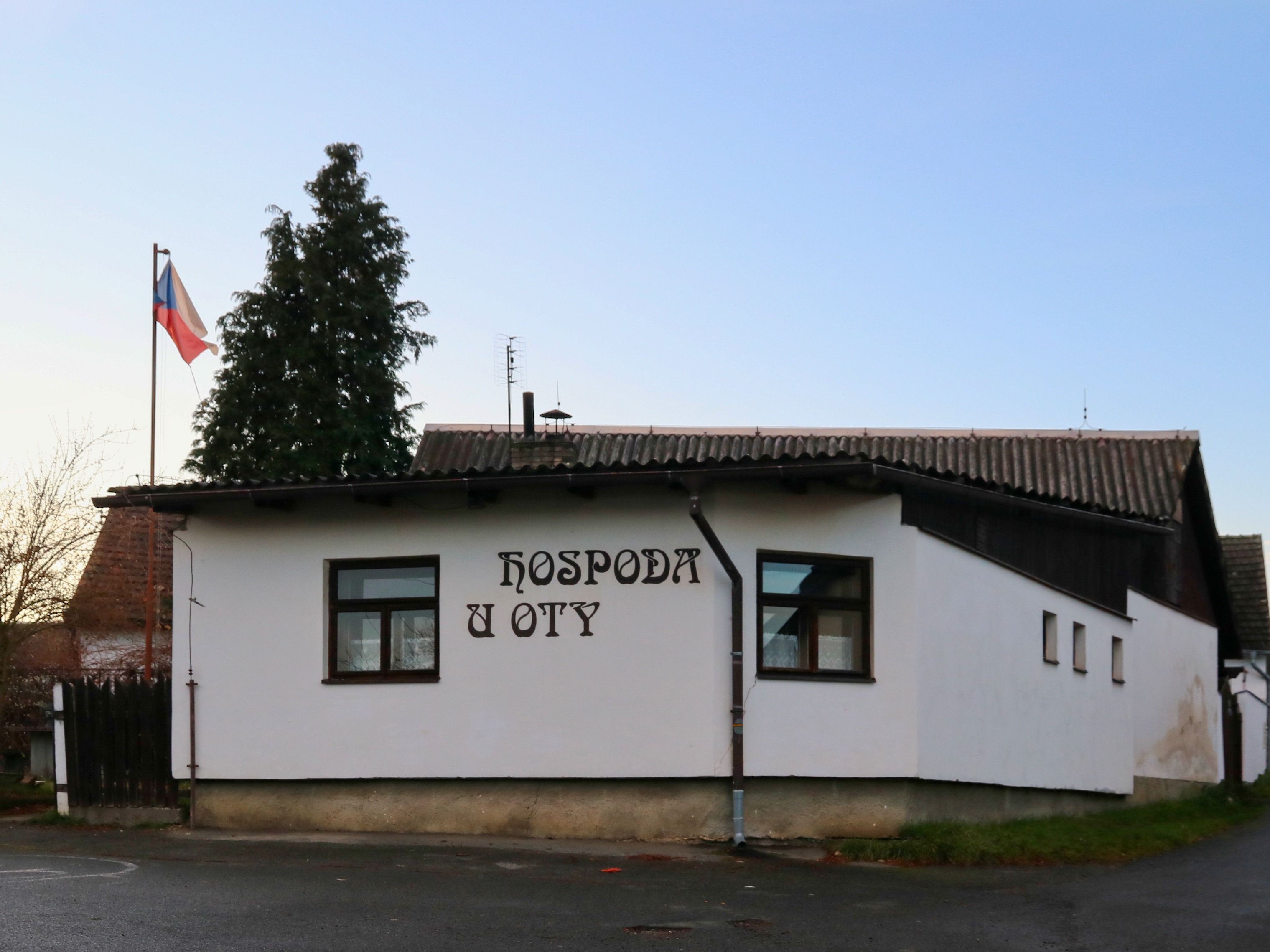
Hospoda U Oty
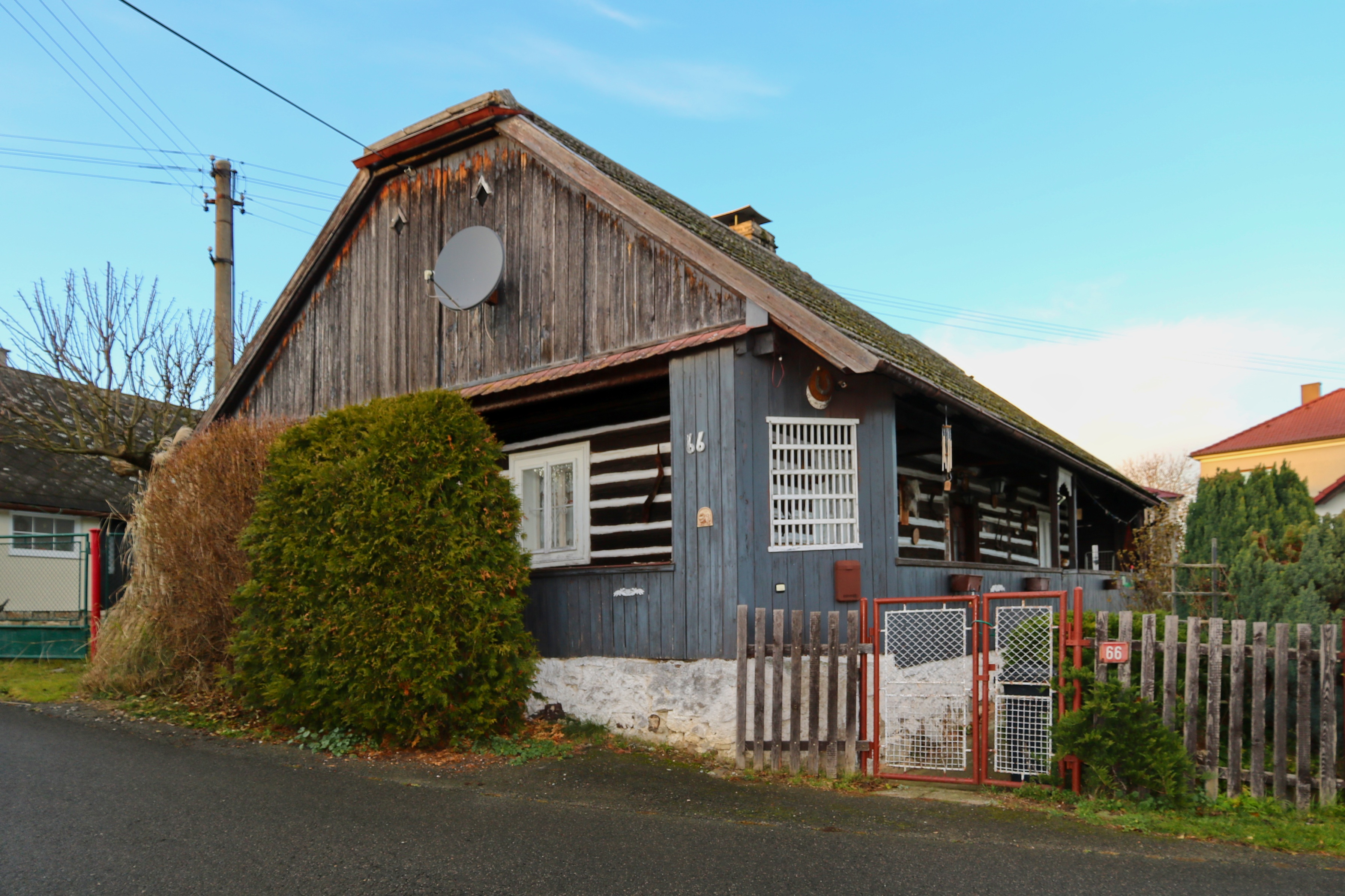
Lidová architektura
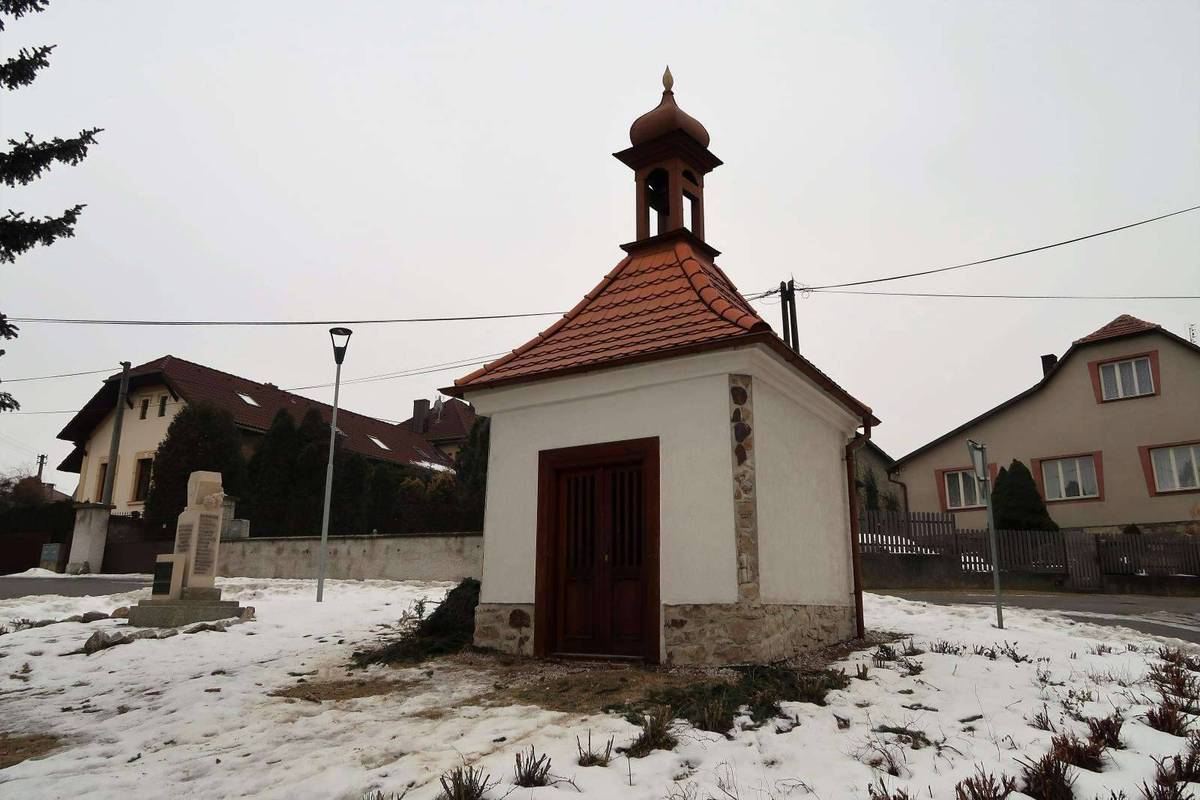
Kaple na návsi
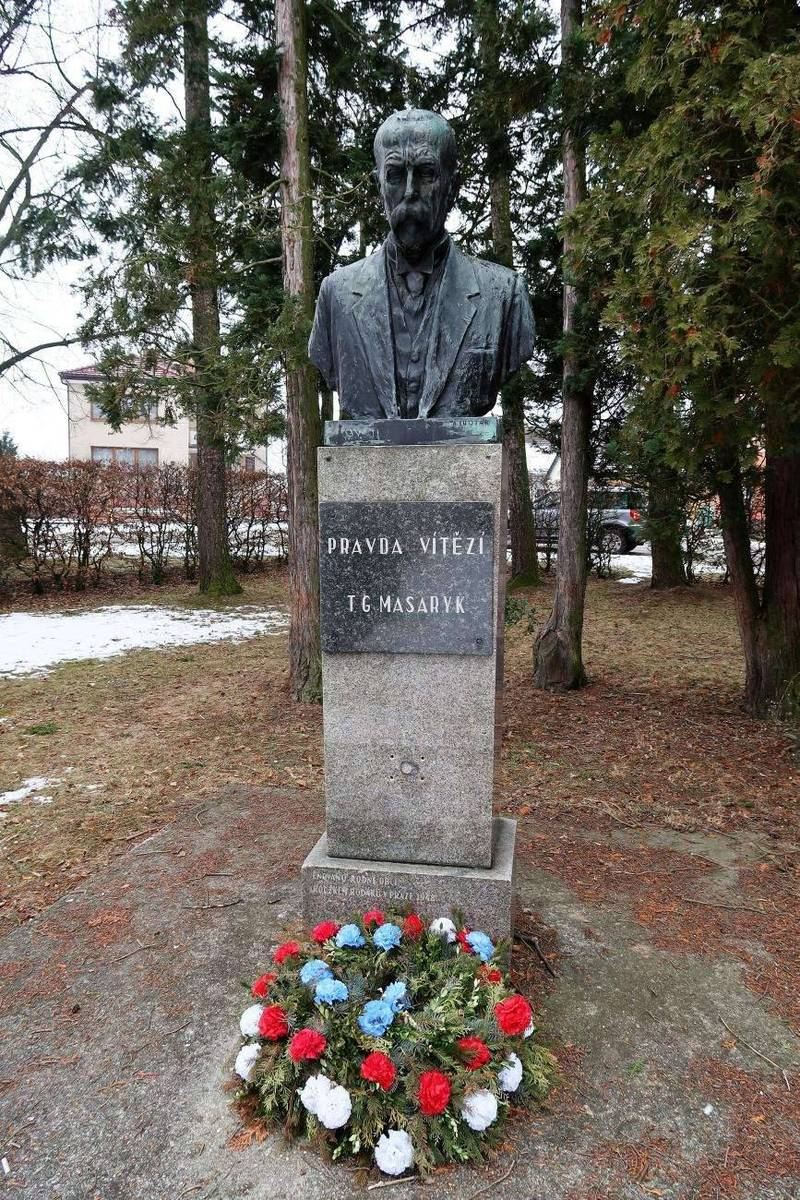
Památník Tomáše Garrigua Masaryka
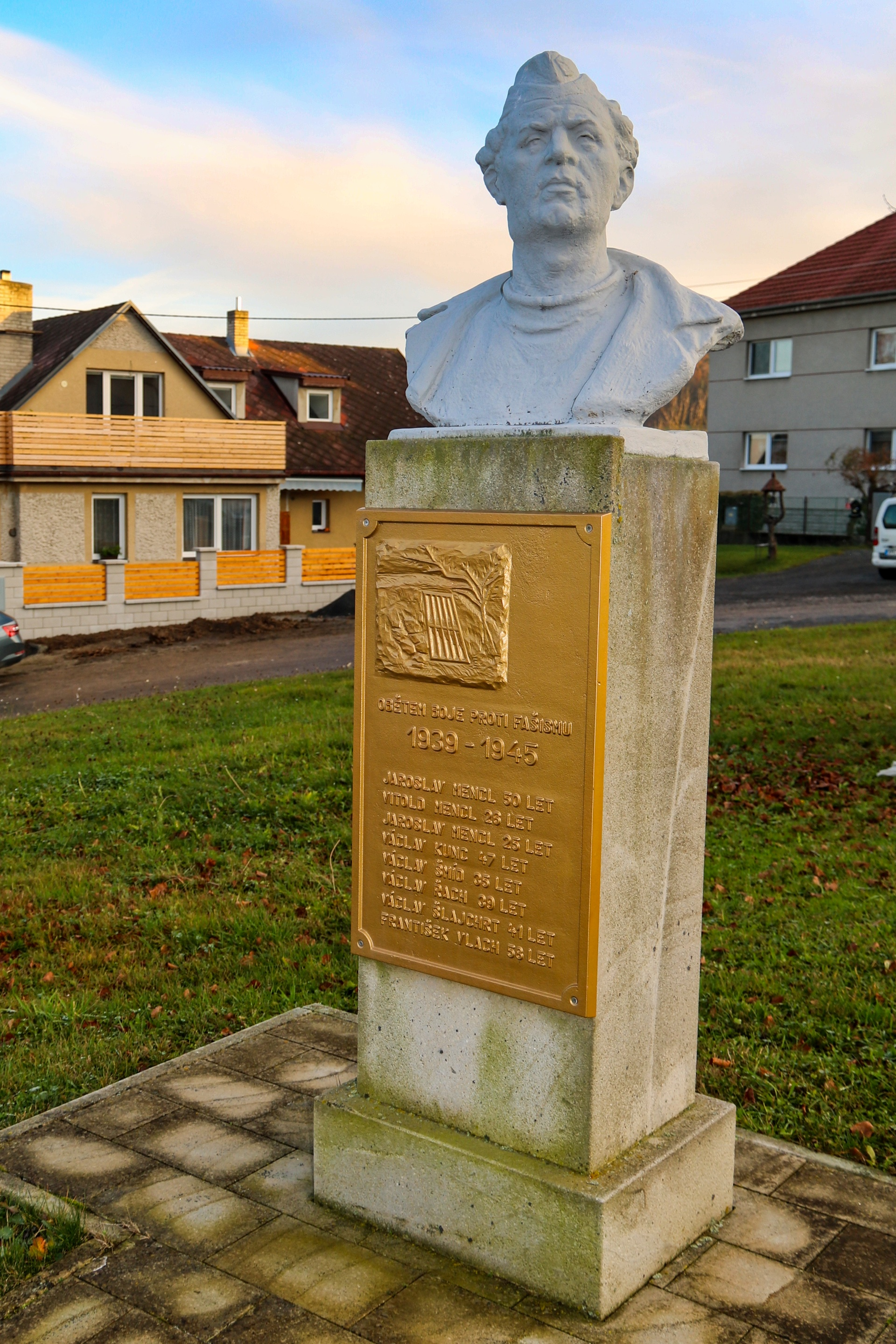
Pomník padlým v boji proti fašismu
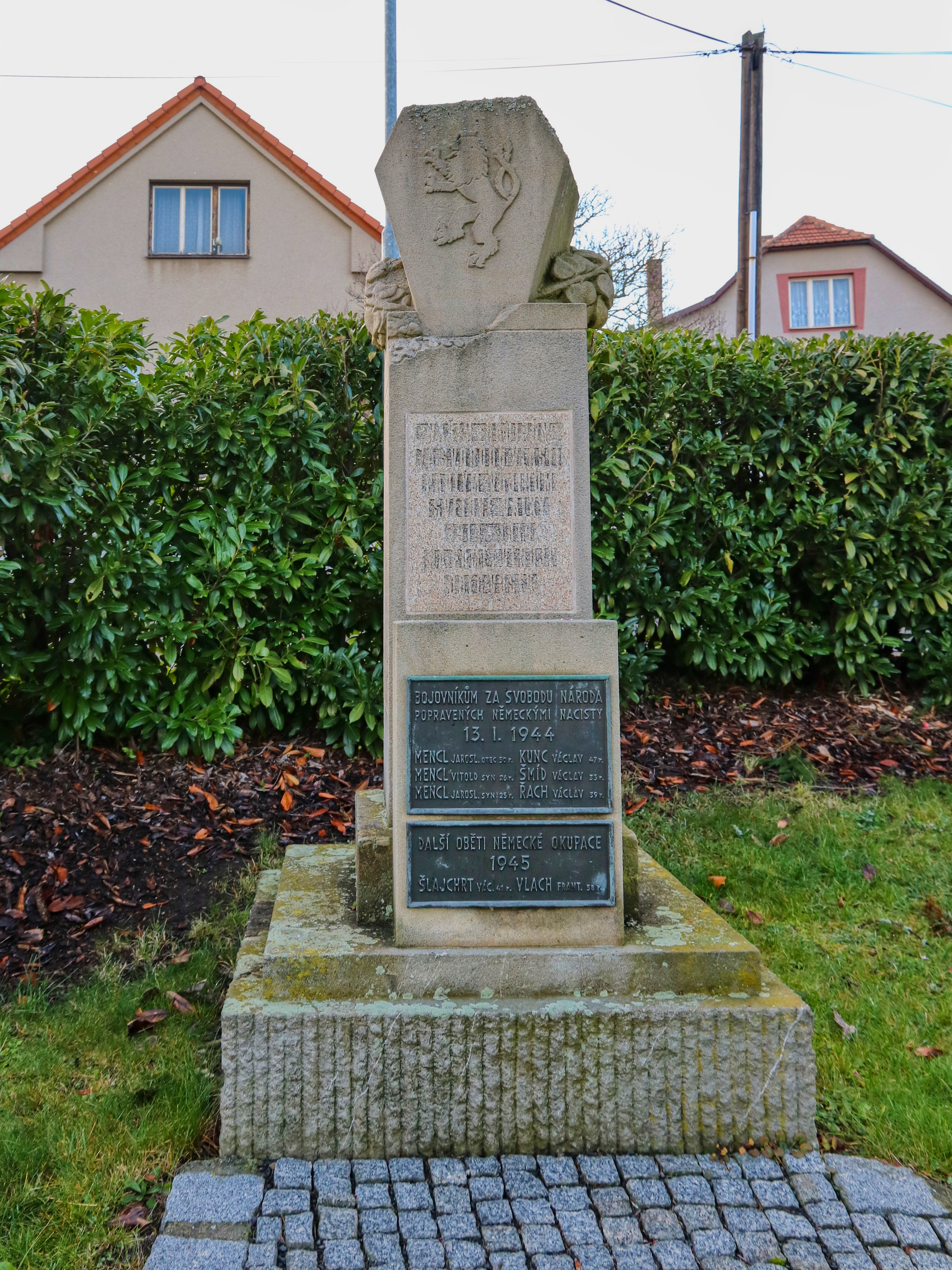
Pomník padlým ve světových válkách
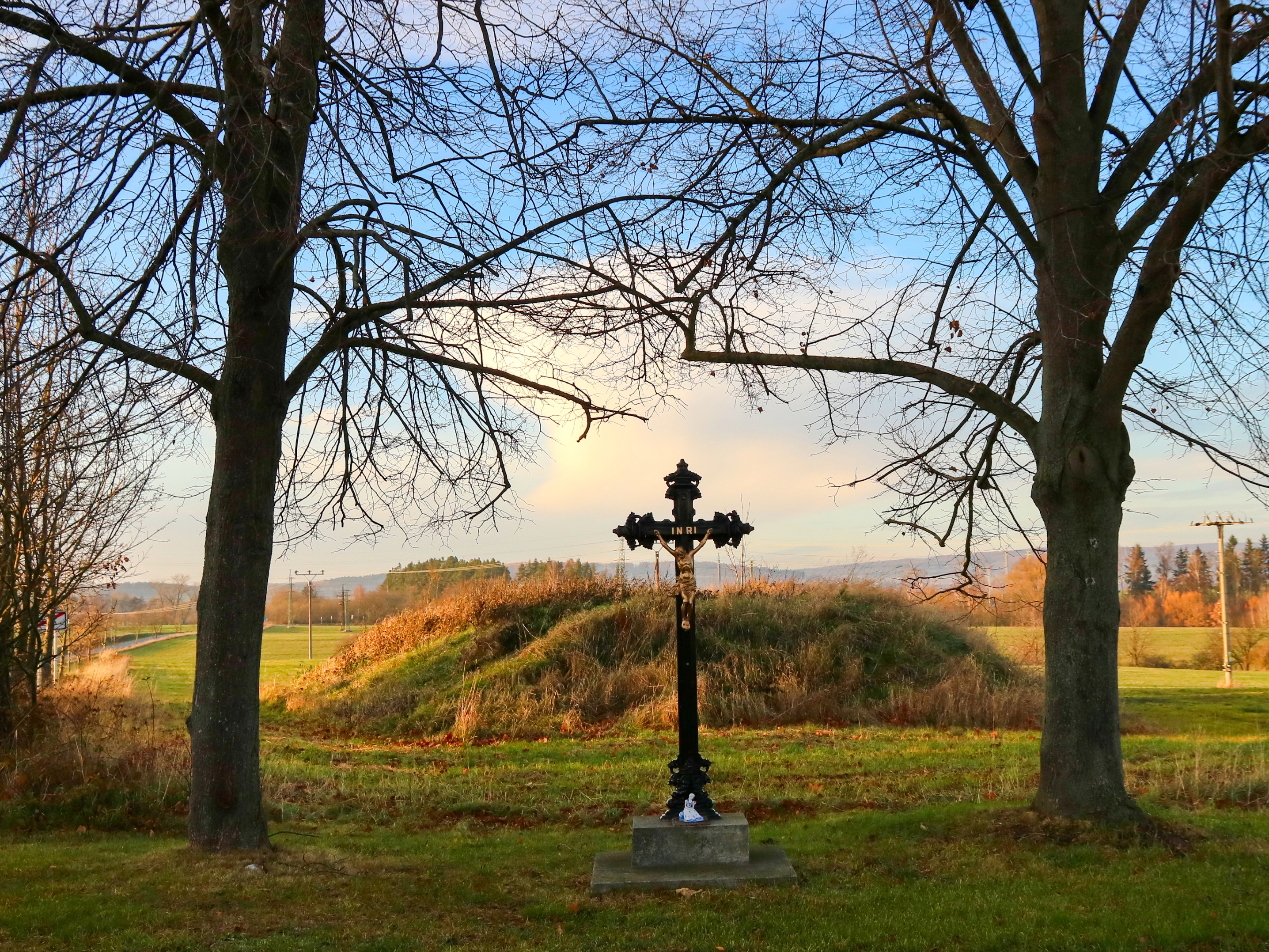
Kříž poblíž školy
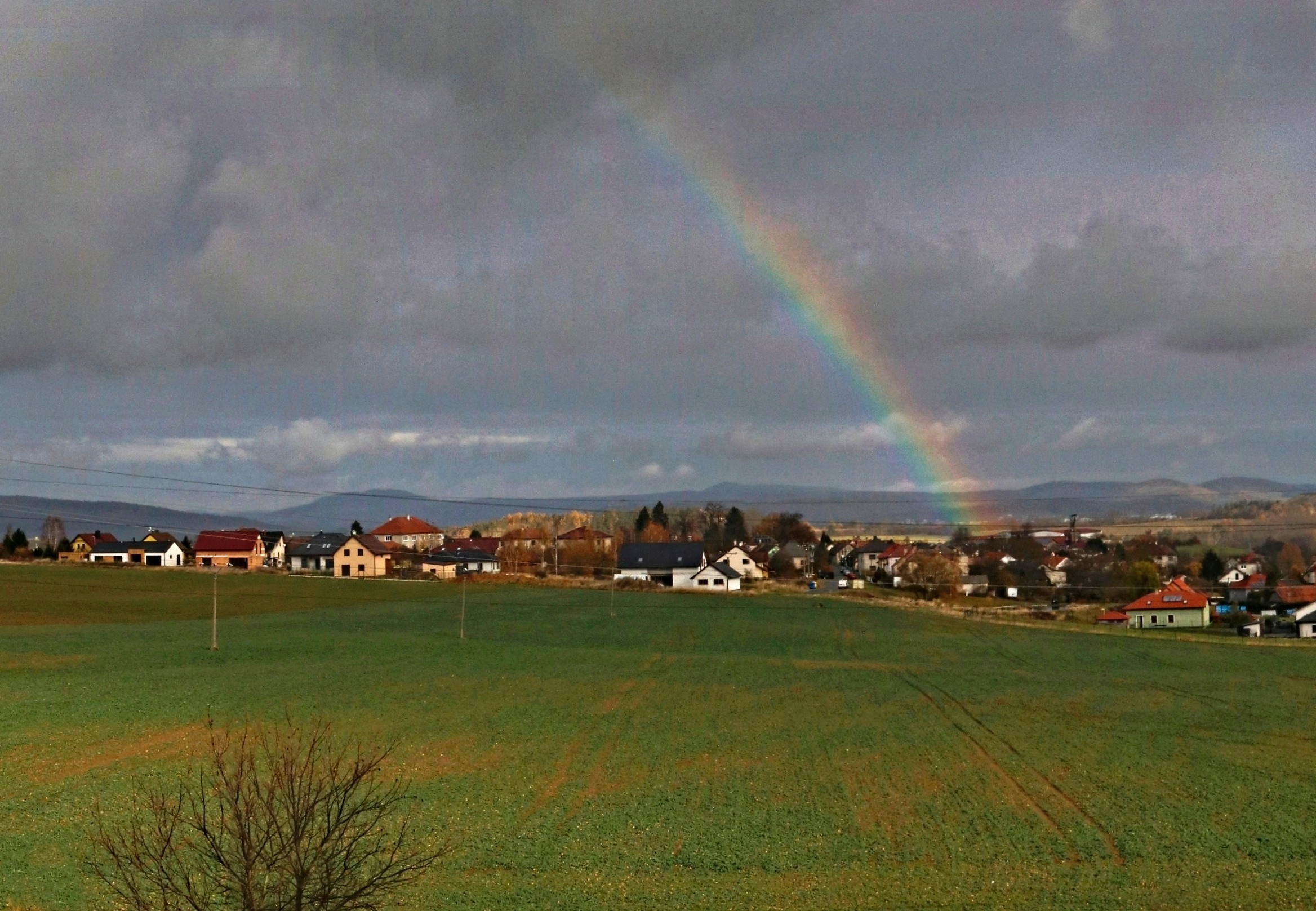
Pohled na Osek ze západu
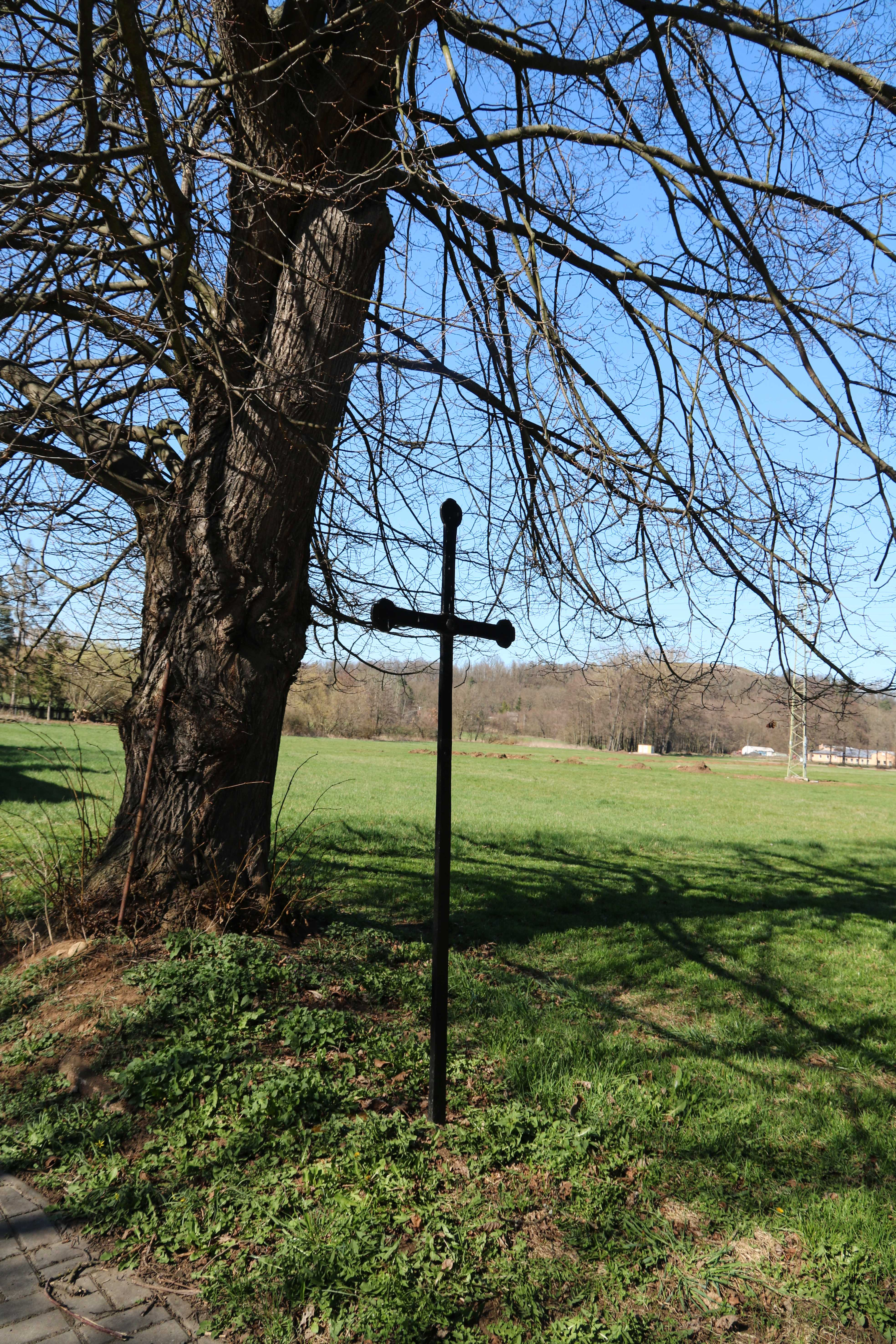
Kříž u penzionu Žák
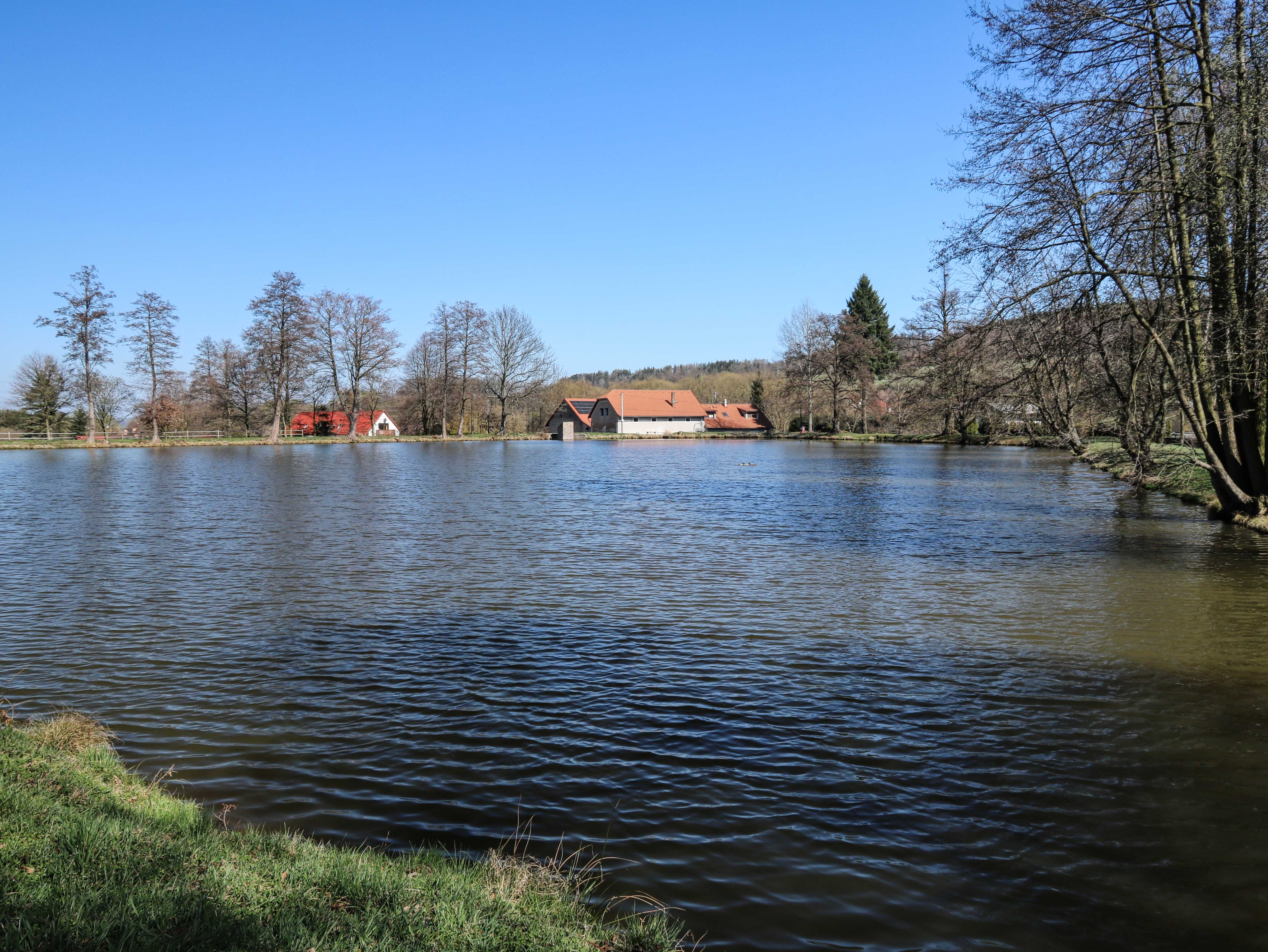
Mlýnský (Žákův) rybník
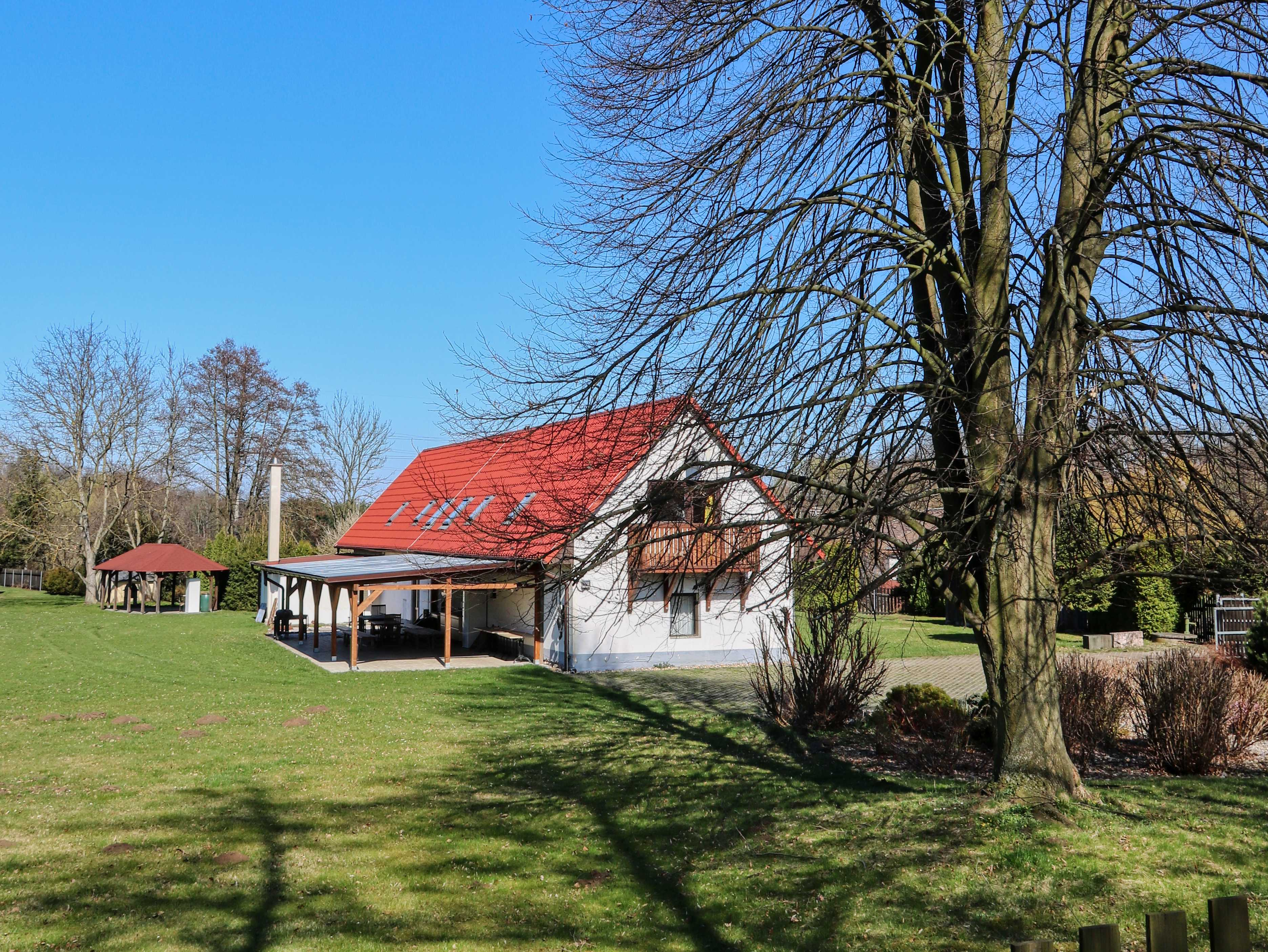
Penzion Žák